# Antoine Compagnon
Pour les articles homonymes, voir Compagnon.
Antoine Compagnon, né le 20 juillet 1950 à Bruxelles, est un écrivain, critique littéraire et académicien français.
Spécialiste notamment de Marcel Proust, il mène plusieurs carrières dont celle d'enseignant, de romancier et de critique littéraire. Il est professeur au Collège de France de 2006 à 2021.
Il est élu à l'Académie française le 17 février 2022. Il est reçu par Pierre Nora, sous la Coupole, lors de la séance solennelle du 11 mai 2023.

## Biographie

### Origines et formation
Fils du général Jean Compagnon et de Jacqueline Terlinden, Antoine Compagnon est issu d'une fratrie de six enfants.
Il passe son enfance en Tunisie, à Londres, puis à Washington, au gré des affectations de son père. Après la mort précoce de sa mère, il achève ses études secondaires au Prytanée national militaire de La Flèche, puis entre à l'École polytechnique (promotion 1970) et devient ingénieur des ponts et chaussées (1975).
À 25 ans, s'étant rendu compte que « construire des ponts n'était pas sa passion », il bifurque vers les lettres. Docteur en littérature française en 1977 (sous la direction de Julia Kristeva), il devient docteur d'État es lettres en 1985 (sous la direction de Jean-Claude Chevalier). Il se définit comme « un quasi autodidacte en littérature ».

### Étude de la littérature
S'étant « converti à la littérature » par le biais de Roland Barthes (avec qui il dîne une fois par semaine, et qui l'évoque par ses initiales dans ses Fragments d'un discours amoureux), il fait ses débuts comme pensionnaire de la Fondation Thiers et attaché de recherche au CNRS en linguistique et littérature françaises (1975-1978).
Après sa première thèse, il enseigne à l’École polytechnique dans le département « Humanités et sciences sociales » (1978-1985), à l'Institut français du Royaume-Uni à Londres (1980-1981), et devient maître de conférences à l'université de Rouen en 1981. En 1985, après sa thèse d'État, il part comme professeur à l'université Columbia à New York, où il sera nommé Blanche W. Knopf Professor of French and Comparative Literature en 1991. En France, il est professeur à l'université du Maine (1989-1990), puis à l'université Paris IV-Sorbonne (1994-2006).
Le Démon de la théorie (Seuil, Paris, 1998), sous-titré Littérature et sens commun, est l'une des rares tentatives critiques qui traitent de la crise théorique affectant la théorie littéraire universitaire. Ce texte, s'il ne marque pas un retour à « l'histoire littéraire » de Gustave Lanson, se donne comme le chant du cygne de la critique structuraliste des années 1970. « Le sens » revient à l'honneur en littérature.
En 2005, il publie son « ouvrage phare », Les Antimodernes. De 2006 à 2021, il occupe au Collège de France la chaire de « Littérature française moderne et contemporaine : histoire, critique, théorie ». Il fait partie, entre 2006 et 2011, du Haut Conseil de l'éducation et, entre 2006 et 2013, du Haut Conseil de la science et de la technologie.
Pendant l'été 2012, il propose une chronique quotidienne sur France Inter sous le titre Un été avec Montaigne, accompagnée des lectures du comédien Daniel Mesguich. Cette chronique donnera lieu à la publication d'un ouvrage qui constituera un grand succès de librairie de l'été suivant. Il revient sur cette station dans le cadre de la grille d'été 2014 afin d'assurer une chronique intitulée Un été avec Baudelaire.
Candidat à l'Académie française au fauteuil de Pierre-Jean Rémy lors de l'élection du 13 juin 2013,, il obtient dix puis sept voix ; c'est Xavier Darcos qui est élu. Fin 2021, il dépose à nouveau sa candidature, afin de succéder au grand ophtalmologue et humaniste Yves Pouliquen. Il est élu à l'Académie française le 17 février 2022 au premier tour, avec quatorze voix.
Il est président du conseil scientifique de la Bibliothèque nationale de France.

### Prises de position
En 2014, ses propos sur la féminisation de l'enseignement (« la féminisation massive de ce métier a achevé de le déclasser, c'est d'ailleurs ce qui est en train de se passer pour la magistrature ») lui valent de vives réactions dans les médias,,. Il explique peu après que l'article publié ne reflète pas la distance qu'il a prise vis-à-vis de ces idées,.
En avril 2018, il signe le « manifeste contre le nouvel antisémitisme » paru dans Le Parisien.

### Décorations
- Chevalier de la Légion d'honneur[22]
- Officier de l'ordre national du Mérite[23]
- Commandeur de l'ordre des Palmes académiques
- Commandeur de l'ordre des Arts et des Lettres (2023)[24] ; officier en 2013[25]

## Distinctions

### Prix
- 1988 : Bourse Guggenheim
- 2005 : Prix Pierre-Georges-Castex de littérature française de l'Académie des sciences morales et politiques[26]
- 2006 : Prix de la critique de l’Académie française[26]
- 2011 : Prix Claude Lévi-Strauss de l'Académie des sciences morales et politiques
- 2018 : Prix Guizot de l’Académie française

### Honneurs
- Docteur honoris causa du King's College de Londres, en 2010, de HEC Paris en 2012, de l'université de Liège en 2013 et de l'université de Tel Aviv en 2023
- Membre (fellow) de l'Académie américaine des arts et des sciences (1997), de l'Academia Europaea (2006), correspondant (corresponding fellow) de la British Academy (2009)

## Œuvres

### Récits
- Le Deuil antérieur, roman, Seuil, coll. « Fiction et Cie », 1979
- Ferragosto, récit, Flammarion, 1985
- La Classe de rhéto, Gallimard, 2012 ; Folio, 2014
- L’Âge des lettres, Gallimard, 2015

### Essais
- La Seconde Main ou le travail de la citation, Seuil, 1979
- Nous, Michel de Montaigne, Seuil, 1980
- La Troisième République des Lettres, Seuil, 1983.
- Proust entre deux siècles, Seuil, 1989, rééd. 2013
- Les Cinq Paradoxes de la modernité, Seuil, 1990
- Chat en poche : Montaigne et l’allégorie, Seuil, 1993
- Connaissez-vous Brunetière ? Enquête sur un antidreyfusard et ses amis, Seuil, 1997
- Le Démon de la théorie, Seuil, 1998
- Baudelaire devant l’innombrable, PUPS, 2003
- Les Antimodernes, de Joseph de Maistre à Roland Barthes, Gallimard, 2005 — prix Pierre-Georges Castex de l'Académie des sciences morales et politiques, prix de la critique de l'Académie française
- La Littérature, pour quoi faire ? Collège de France / Fayard, 2007
- Le Cas Bernard Faÿ. Du Collège de France à l'indignité nationale, Gallimard, coll. « La Suite des temps », 2009
- Un été avec Montaigne, France Inter / Éditions des Équateurs, 2013  (ISBN 978-2849902448)
- Une question de discipline, entretiens avec Jean-Baptiste Amadieu, Flammarion, 2013
- Baudelaire l'irréductible, Flammarion, 2014
- Un été avec Baudelaire, France Inter / Éditions des Équateurs, 2015
- Le Collège de France. Cinq siècles de libre recherche, avec Pierre Corvol et John Scheid, Gallimard, 2015
- Petits Spleens numériques, Éditions des Équateurs, 2015
- Hommage à Georges Blin, Collège de France, 2015
- Les Chiffonniers de Paris, Paris, Gallimard, coll. « Bibliothèque illustrée des histoires », 2017  (ISBN 978-2-07-273514-1)
- Un été avec Pascal, Les Équateurs, 2020
- La vie derrière soi - Fins de la littérature, Les Équateurs, 2021
- Un été avec Colette, Les Équateurs, 2022
- Proust du côté juif, Gallimard, 2022

- La littérature, ça paye !, Les Équateurs, 2024

- Déshonorer le contrat, Roland Barthes et la commande, Gallimard, 2025

### Ouvrages collectifs
- De l'autorité. Colloque annuel du Collège de France, Odile Jacob, 2008
- Proust : la mémoire et la littérature, Odile Jacob, 2009
- Morales de Proust, en collaboration avec Mariolina Bertini, Cahiers de littérature française, no 9-10, 2010
- 1966, annus mirabilis. Actes du séminaire donné au Collège de France, Fabula LhT[27], no 11, 2013 et Acta fabula[28], vol. 14, no 9, 2013
- Swann le centenaire, en collaboration avec Kazuyoshi Yoshikawa et Matthieu Vernet, Hermann, 2013

### Articles (sélection)
- « Suis-je romancier ? », Études françaises, vol. 33, no 1,‎ printemps 1997, p. 65-81 (lire en ligne)
- « Moocs et vaches à lait », Le Débat, vol. 180, no 3,‎ 2014, p. 170-178 (lire en ligne)
- « Le théorème de Thibaudet », Le Débat, vol. 191, no 4,‎ 2016, p. 155-164 (lire en ligne)
- « Durkheim au Collège de France », L’Année sociologique, vol. 72, no 1,‎ 2022, p. 13-22 (lire en ligne)

### Édition
Antoine Compagnon a édité Du côté de chez Swann dans la collection « Folio » (Gallimard, 1988), Sodome et Gomorrhe dans la « Pléiade » et « Folio » (Gallimard, 1988 et 1989), ainsi que les Carnets de Proust (Gallimard, 2002), Réflexions sur la politique (Laffont, « Bouquins », 2007) et Réflexions sur la littérature (Gallimard, « Quarto », 2007) d'Albert Thibaudet, La Grande Guerre des écrivains (Gallimard, « Folio », 2014).

### Revues
- Membre des comités de rédaction de Critique, The Romanic Review, Bulletin de la Société des amis de Montaigne, The French Review, Études françaises, Genesis, Technè, L'Année Baudelaire, Revue d'histoire littéraire de la France, Les Cahiers du judaïsme.